# Радованье (городской округ Клин)
Радованье — деревня в составе городского округа Клин Московской области России. 
Ударение в названии: правильный вариант ударения не установлен; в речи местных жителей, а также дачников, регулярно посещающих деревню, чаще встречается вариант ударения на третий слог (Радова́нье).

## География
Деревня относится к городскому округу Клин Московской области, расположена близ реки Чёрной в 16 км к Югу от окружного центра (города Клин). Стоит на небольшом безымянном пруду, в непосредственной близости имеется несколько других водоёмов. С северной, западной и южной сторон окружена лесом, в 2 км к Востоку расположена деревня Троицкое. Высота центра над уровнем моря — приблизительно 235 м.   
Ближайшие железнодорожные станции — Покровка и Фроловское Октябрьской железной дороги, расположены приблизительно в 10 км. Ближайшие автомагистрали — федеральная автомобильная дорога М-10 «Россия», скоростная автомобильная дорога М-11 «Нева», Пятницкое шоссе, Московское большое кольцо (А-108). Расстояние по прямой до центра Москвы — 75 км, до Зеленограда — 39 км, до границы Московской и Тверской областей — приблизительно 40 км, до центра Твери — 89 км.    

## Население
| 2002 | 2006 | 2010 |
| ---- | ---- | ---- |
| 0    | →0   | ↗9   |

## Усадьба Игрищево
В расположенной к северо-востоку деревне Стрелково находился дом известного художника-передвижника Василия Григорьевича Перова. В Радованье располагалась творческая мастерская художника, которая сегодня находится в частной собственности. 